# Иванко
Вижте пояснителната страница за други личности с името Иванко.
Ива̀нко е български болярин, родственик на Асеневци.

## Заговор срещу Асен и Петър
Първоначално е съратник на водачите на въстанието на Асен и Петър. Иванко има връзка със сестрата на царица Елена. Цар Иван Асен I го вика при себе си за обяснение, без да подозира, че срещата ще доведе до неговата гибел. Иванко отива на срещата по съвета на своите роднини, въоръжен с меч и дворцовата стража го допуска в покоите на царя. В избухналата свада цар Иван Асен І посяга да извади меча си, но Иванко го изпреварва и го пробожда смъртоносно. Стражата отново го пропуска безпроблемно. Византийският хронист Никита Хониат не крие, че към събитието са съпричастни много от търновските боляри и плененият византийски севастократор Исак Комнин, който към времето на събитията е покойник. Преди това обаче той подтиква Иванко към заговор, като му обещава ромейско съдействие и женитба с дъщеря си Теодора. В Търново се реализира болярски заговор, в който има и „ромейска връзка“.
Иванко и заговорниците не успяват да установят своята власт извън Търново, застрашени от царевия брат Петър и по-малкия им брат Калоян. Иванко се обръща за помощ към византийския император Алексий III Ангел. Ромеите правят два опита да помогнат на заговорниците, но те се провалят, поради отказа на войниците да преминат страховития Балкан. Изходът за Иванко, неговия брат Мито и други хора от този кръг, остава само един – бягство към Византия. Търново е завзето от войските на цар Петър и брат му Калоян. Няколко месеца след това и Петър е убит от заговорник. На царския трон се възкачва Калоян.

## Цар-узурпатор
След като бяга във Византия Иванко е приет от императора с почести. Той е прекръстен и получава императорското име Алексий, след което е назначен за управител на Пловдивската област. Оженен е за 4-годишната императорска внучка Теодора Ангелина. Онова, което Иванко-Алексий прави като управител на Пловдивската област, показва, че той не е предател в истинския смисъл на думата, а по-скоро човек, жаден за власт. Той събира войска от българи, възстановява местните крепости и започва да се откъсва от византийската опека. След възкачването си на престола през 1197 година, Калоян успява да привлече Иванко на своя страна срещу Византия.
Съюзът на цар Калоян и Иванко е толкова опасен за ромеите, че те нямат друг избор освен унищожаването на княжеството. Противно на очакванията, през 1198 г. в битката при село Баткун, отцепникът успява да разгроми отряда на протостратор Мануил Камица и да го плени. След това той изпраща пленника в Търново, овладява Родопската област и достига до южните предели на планината. Скоро след това търновският цар „позволява“ на друг съвременен български отцепник – Добромир Хриз – да откупи Мануил Камица. Протостраторът веднага с голямо усърдие се включва във войната със своите сънародници. Така планът на Калоян сработва ефективно. Докато ромеите се занимават с Иванко и отбиват нападенията на Мануил Камица в Южна Македония и Континентална Гърция, българският цар превзема и разрушава крепостта Констанция в Тракия. На Великден на следващата година цар Калоян превзема Варна.
За ромеите не остава нищо друго, освен да пуснат в действие прочутото си вероломство. През 1200 г. императорът предлага на Иванко среща, но българинът, който добре познава византийските прийоми, отказва. Той поставя свои условия: да му се изпрати невръстната годеница, да му се даде императорски хрисовул, с който да му бъдат признати владенията и императорът да се закълне над Библията, че няма да му навреди. Ромеите приемат и за да е всичко възможно най-автентично, отнасят на Иванко екземпляра от Светото писание, над което е осъществена клетвата. Но дори и Иванко, който се отличава освен с физическата си сила и със съобразителност, не предполага колко далеч може да стигне ромейският император, за да се справи с него. Когато срещата се осъществява, Иванко е заловен и окован във вериги. Предполага се, че той е убит или завършва живота си в тъмница.
Ромеите слагат край на княжеството му, което просъществува само няколко години.